# Broadway Hostess
Broadway Hostess ist ein US-amerikanischer Filmmusical aus dem Jahr 1935 nach einer Kurzgeschichte von Benjamin M. Kaye.

## Handlung
Die Sängerin Winnie Wharton kommt durch Lucky Lorimer zu einem Auftritt in einem Broadway-Nachtclub. Mit der Hilfe von Lucky und dem Pianisten Tommy Blake wird Winnies Auftritt zu einem Erfolg. Lucky macht sich zu Winnies Manager und bringt den Nachtclubbesitzer Big Joe Jarvis dazu, Winnie sehr gut zu bezahlen. Winnie wird immer bekannter und berühmter.
Tommy hat sich in Winnie verliebt. Doch da er weiß, dass Winnie ihrerseits in Lucky verliebt ist, sagt er nichts. Allerdings erwidert Lucky Winnies Gefühle nicht, denn er hat eine Affäre mit Iris Marvin. Iris ist eine Dame der gehobenen Gesellschaft, daher ist das Verhältnis der beiden problematisch. Lucky will sich mit Geld Ansehen verschaffen. Darum eröffnet er einen Spielsalon. Iris’ snobistischer Bruder Ronnie verliert bei Lucky viel Geld und stiehlt die Familienjuwelen, um seine Spielschulden an Lucky bezahlen zu können. Der Diebstahl wird angezeigt, und als die Juwelen bei Lucky gefunden werden, wird dieser verhaftet.
Um Lucky freizubekommen, gibt Winnie ihr ganzes Geld an einen betrügerischen Anwalt. Iris erfährt, dass Ronnie der wahre Dieb ist. Durch ihre Beziehungen wird Lucky entlassen. Als die beiden heiraten, erzählt Tommy Lucky, dass Winnie Probleme hat. Heimlich arrangiert Lucky, dass Winnie wieder auftreten kann. Ronnie hat Angst, dass sein neuer Schwager seine Schuld herausfindet und schießt ihn nieder. An Luckys Krankenbett erkennt Winnie, dass Lucky und Iris miteinander glücklich sind. Sie akzeptiert den Antrag von Tommy, der immer zu ihr gestanden hat.

## Kritik
Andre Sennwald von der New York Times befand, die Macher des Films haben erfolgreich alle Klischees einer Musikkomödie zusammengewürfelt und in einem Film untergebracht.

## Auszeichnungen
1936 wurde Bobby Connolly in der Kategorie Beste Tanzregie für den Oscar nominiert.

## Hintergrund
Die Produktion der  Warner Bros. wurde am 7. Dezember 1935 uraufgeführt.